# Decyzja (film 1984)
Decyzja (tytuł oryginalny: Vendimi) – albański film fabularny z roku 1984 w reżyserii Kristaqa Dhamo.

## Opis fabuły
Akcja filmu rozgrywa się w maju 1942, w czasie włoskiej okupacji Albanii. Powstała niedawno Komunistyczna Partia Albanii zyskuje coraz większe wpływy. Władze okupacyjne próbują za wszelką cenę umieścić swoich agentów w szeregach partii komunistycznej tak, aby dotrzeć do jej kierownictwa i uwięzić przywódców. Komuniści muszą wykryć agentów działających w ich szeregach, zanim będzie za późno.
Film realizowano w Tiranie i w Szkodrze.

## Obsada
- Kastriot Çaushi jako Kujtim
- Fane Bita jako Isa
- Eva Alikaj jako Drita
- Edmond Budina jako Kreshnik
- Guljelm Radoja jako Leçiano
- Serafin Fanko jako Filip
- Gjon Karma jako Mico Falli
- Bujar Lako jako doradca
- Ndriçim Xhepa jako Veroniku
- Petrit Malaj jako Petrit
- Xhevdet Ferri jako Sadri Dibra
- Anastas Kristofori jako Kwestor
- Valentina Xhezo jako Klotilda
- Stavri Shkurti jako Kiço
- Robert Ndrenika jako Reshter
- Vasil Dilo jako Gjergji
- Vangjush Furxhi jako telegrafista
- Liza Laska jako matka
- Ndrek Shkjezi jako kupiec
- Koço Qendro jako Aleks Xinxa